# فاليري فورونين
فاليري فورونين، من مواليد 17 يوليو 1939 وتوفي في 22 مايو 1984، لاعب كرة قدم سوفييتي سابق.
لعب مع نادي توربيدو موسكو، وقد لعب أيضا مع منتخب الاتحاد السوفييتي لكرة القدم، وقد شارك معهم في 66 مباراة وسجل 5 أهداف.

## وصلات خارجية
- فاليري فورونين على موقع الاتحاد الدولي (مؤرشف)  (الإنجليزية)
- فاليري فورونين على موقع الاتحاد الأوربي (الإنجليزية)
- فاليري فورونين على موقع قاعدة بيانات كرة القدم.إي يو (الإنجليزية)
- فاليري فورونين على موقع ناشيونال فوتبول تيمز (الإنجليزية)